# Maria Anna de Loor
Maria Anna de Loor (getauft 14. März 1807 in Amsterdam; gestorben 11. Dezember 1854 in Sloterdijk) war eine niederländische Konzertsängerin und Harfenistin.

## Leben
Maria Anna de Loor wurde am 14. März 1807 in der Amsterdamer Kirche De Posthoorn getauft. Sie war die Tochter des Zimmermanns  Hendricus de Loor (1776–1835) und Maria Anna Langendijk (1777–1821) und hatte einen älteren Bruder und vier jüngere Schwestern. Sie nahm früh Harfenunterricht bei Mejuffrouw Gallo in Amsterdam. Bereits im Alter von elf Jahren trat sie auf und wurde dabei als etwas jünger dargestellt, als sie war. Als „zehnjährige Anna Lohr“ spielte sie mit dem Klarinettisten Ph. Christiani ein Duett für Harfe und Klarinette von Christian Michael Wolff. Im November 1818 trat sie als Solistin in Groningen mit zwei Harfenkonzerten von Martin-Pierre d'Alvimare, einem Marsch von François-Joseph Naderman, Variationen von Nicholas Charles Bochsa und einem Duett auf. Anna Lohr muss ziemlich groß gewesen sein, denn dieses technisch anspruchsvolle Repertoire wurde für eine große Konzertharfe mit sieben Pedalen geschrieben. Eine Rezensentin war voll des Lobes für ihr Spiel: „Erstaunlich ist vor allem die Sicherheit, die Kraft, die Korrektheit und der Ausdruck, die bereits das Spiel dieses jungen Mädchens charakterisieren“.
Maria Anna de Loor heiratete 1828/1829 M. Fink, am 16. November 1844 in zweiter Ehe den Schuhmacher Georg Daniel Cahles (1784–1852) in Sloterdijk. Über Kinder aus diesen Ehen ist nichts bekannt.
Anna de Loor trat bis 1825 als Harfinistin auf, danach auch als Konzertsängerin. Sie trat in der Konzertsaison zwischen Herbst 1826 und Frühjahr 1828 in 35 Konzerten auf. Bei diesen Konzerten sang sie vor allem beliebte Opernarien von Rossini. In einigen Programmen wurde sie als Harfensolistin erwähnt. Sie trat oft bei denselben Musikabenden wie die Konzertpianistin Clasine van Brussel auf.
Am 1. Januar 1830 trat sie in Palermo auf, wo sie die Rolle der Alaide in Bellinis „La Straniera“ spielte. Zudem sang sie als Solistin an der Mailänder Scala. In den folgenden Jahren trat sie in Paris und London mit dem Théatre-Italien auf. Mit Arien von Bellini und Pacinni trat sie im Januar 1838 mit Felix Meritis auf. In den Programmen wurde sie nun als „prémière cantatrice des Théatres Royaux Italiens de Paris et de Londres“ angekündigt. Vermutlich unternahm sie danach eine Konzertreise nach Riga und Sankt Petersburg. Nach ihrer zweiten Eheschließung  1844 beendete sie ihre Karriere.
Maria Anna de Loor starb am 11. Dezember 1854 in Sloterdijk, zwei Jahre nach ihrem zweiten Ehemann.